# Koto Agung
Koto Agung is een bestuurslaag in het regentschap Kerinci van de provincie Jambi, Indonesië. Koto Agung telt 1277 inwoners (volkstelling 2010).